# Arc jump'n to the sky
「arc jump'n to the sky」（アークジャンピントゥザスカイ）は2024年7月21日にリリースされたaccessの29thシングル。発売元はランティス。

## 概要
表題曲はテレビ東京系の特撮ドラマ「ウルトラマンアーク」オープニングテーマ。
CDとしては前作シングルKnock beautiful smileおよびアルバムHeart Mining以来約7年ぶりのリリース。前作まではSony Music Associated Recordsからのリリースだったが、今作では初めてランティスからのリリースとなった。
通常盤とソフビ付き盤の2形態で発売。ソフビ付き盤には「ウルトラマンアーク イマージネーションブルーver.」のソフビが付属する。CDの収録内容はどちらの形態も同じである。
2024年10月22日、ランティス公式YouTubeチャンネルにて配信中の「arc jump'n to the sky」のPVが100万再生を突破した。

## 収録曲
作詞：貴水博之　作曲・編曲：浅倉大介
通常盤・ソフビ付き盤共通
1. arc jump'n to the sky
2. Blaze of liberation
3. arc jump’n to the sky (Instrumental)
4. Blaze of liberation (Instrumental)